# Ettling (Wallersdorf)
Ettling ist ein Pfarrdorf und Gemeindeteil des Marktes Wallersdorf im niederbayerischen Landkreis Dingolfing-Landau. Bis 30. April 1978 bildete es eine selbstständige Gemeinde. Ettling liegt am Rande des Isartals etwa sechs Kilometer südöstlich von Wallersdorf am rechten Ufer der Isar und etwa eineinhalb Kilometer südwestlich von Oberpöring.

## Geschichte
Bereits 883 wurde villa Oetilinga als Besitz von Kloster Niederaltaich urkundlich erwähnt. Der Ortsname ist wohl von dem Personennamen Odilo hergeleitet. Reihengräberfunde verweisen in die Zeit der Merowinger. Die alte Säkularpfarrei Ettling ist bereits 1004 urkundlich erwähnt. 1248 und in den folgenden Jahren ist häufig ein Heinricus de Oetling als Ministeriale von Kloster Niederaltaich genannt.
Am 11. August 1412 verzichtete Steffan Retelschaffer auf die Güter und Lehen zu Ettling, indem er die entsprechenden Briefe an Herzog Stephan III. sandte. 1438 kaufte der Herzog von Katrey den Hof zu Ettling mit allem Zugehör und Rechten. 1584 wurde das Amt Ettling aus dem Oberen Amt des Gerichtes Osterhofen herausgelöst.
Noch im Konskriptionsjahr 1752 war das Pfleggericht Osterhofen unterteilt in die Ämter Osterhofen, Wisselsing und Ettling. Zusammen mit Poldering bildete Ettling darin eine Obmannschaft. Der Ort Ettling bestand damals aus 21 Anwesen. Daneben existierte die geschlossene Hofmark Ettling. Sie umfasste 11 Anwesen, doch wurde die Hofmarkseigenschaft von Seiten des Pfleggerichts Osterhofen bestritten. Besitzer dieser Hofmark waren im 17. Jahrhundert die Notthafft und im 18. Jahrhundert die Closen auf Arnstorf und Gern, von denen sie 1782 durch Kauf an Max Freiherr von Hofmühler gelangte.
Die Gemeinde Ettling gehörte zum Landkreis Landau an der Isar. Sie wurde am 1. Mai 1978 aufgelöst. Die Gemeindeteile Brunnberg, Gneidingerhart, Hiemling, Unterfrauenholz, Wildeneck und Zeitlstadt kamen zum Markt Eichendorf, während die Gemeindeteile Ettling, Ettlingermoos, Meisternthal und Westerndorf in den Markt Wallersdorf eingegliedert wurden, Gneiding kam zu Oberpöring. 1988 wurde das Kraftwerk Ettling eröffnet, 1997 erfolgte der Neubau der Kläranlage Ettling.

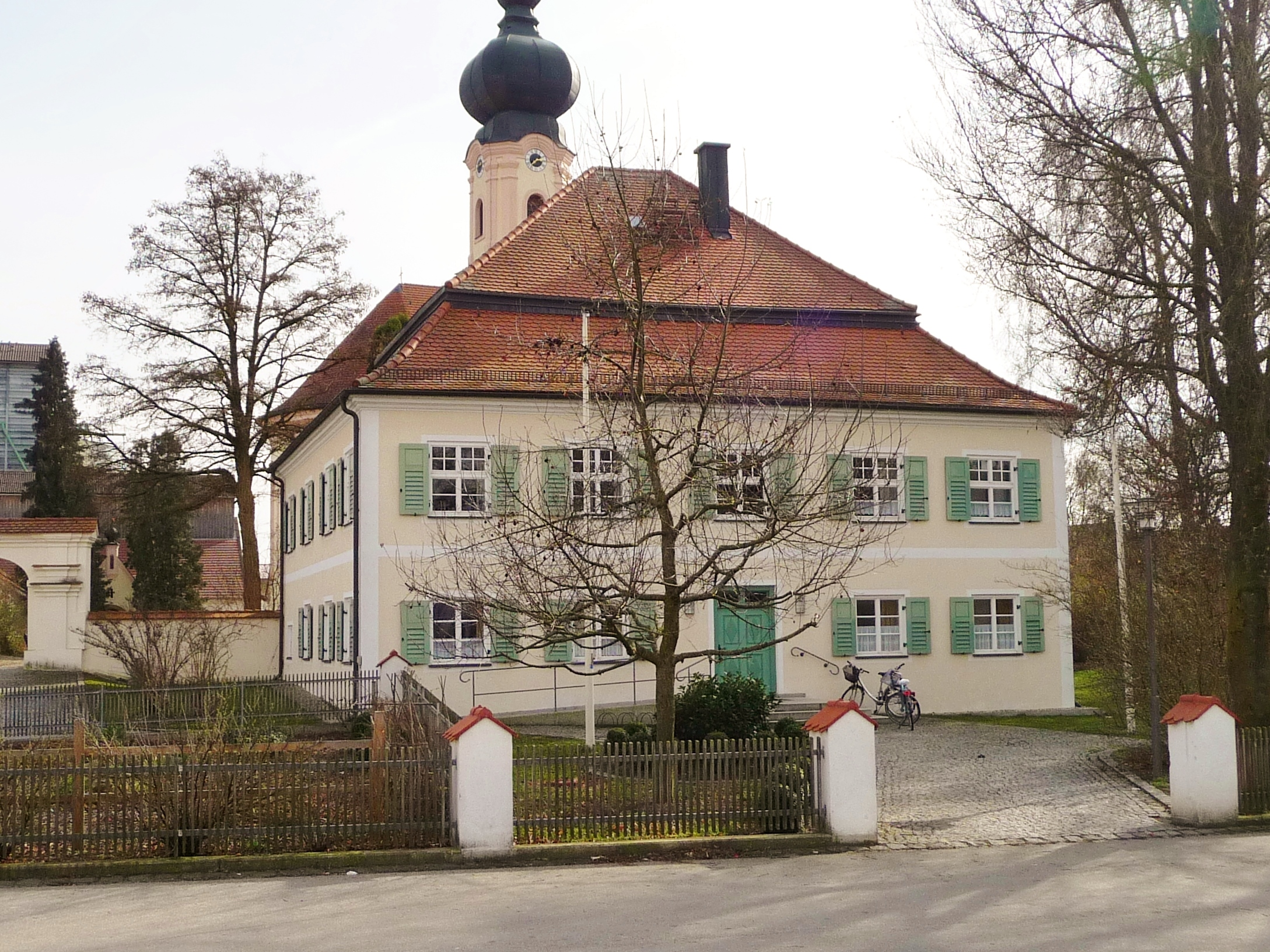
Der Pfarrhof in Ettling

## Sehenswürdigkeiten
- Pfarrkirche St. Alban. Die Saalkirche wurde 1719/1720 unter der Leitung von Dominikus Magzin (auch: Domenico Mazio) aus Landau (geboren in Roveredo/Graubünden)[2] gebaut. Die Ausstattung stammt in den meisten Teilen aus dem 18. Jahrhundert, der Altar von etwa 1760/1770, ein Kruzifix aus dem 15. Jahrhundert.
- Pfarrhof. Der zweigeschossige Mansardwalmdachbau entstand 1780.

## Vereine
- Brandschadenhilfsverein Ettling
- Fischereiverein Ettling (gegründet am 20. April 1965)
- Freiwillige Feuerwehr Ettling
- Gartenbauverein Ettling
- KLJB Ettling
- KRK Ettling
- Landfrauen Ettling
- Schützenverein „Isarperle“ Ettling
- Stockschützen Ettling (SV Ettling)
- SV Ettling